# Список німецьких аргентинців
Німецькі аргентинці ( іспанською як germano argentinos ) склад цих груп включає в себе аргентинців німецького походження, а також німців, які здобули громадянство Аргентини.
Етнічні німці не обмежувались проживанням в межах тодішніх кордонів Німеччини, але створювали численні спільноти у різних частинах Європи особливо перед Другою Світовою. Німецька мова і культура традиційно мали більший важіль, ніж країна походження, як основа етнічної національної свідомості німців (Німеччина як політична сутність була заснована аж у 1871 році). Таким чином, політичні місця, з яких ці люди чи їхні предки емігрували в Аргентину, можуть відрізнятися. Наприклад, поволзькі німці прибули з Російської імперії, більшість дунайських швабів прибули з Австро-Угорської імперії (сьогодні Угорщина, Румунія тощо) тощо. Подібним чином існують багатонаціональні європейські держави, такі як Швейцарія, де проживає німецько-швейцарське населення зі своєю власною німецькою мовою,  французькою та італійською. Розмовні громадяни населяють інші регіони країни, зберігаючи свої відмінності й сьогодні. Австрійці, з іншого боку, історично вважалися етнічними німцями і вважали себе такими. Як видно, велике населення німецької етнічної приналежності займало територію кількох сучасних країн. Громадянство є лише юридичною умовою приналежності до тієї чи іншої держави, тоді як національність або етнічна приналежність пов’язані з антропологічними та соціологічними аспектами і, таким чином, мають екстериторіальний характер.
Нижче представлено неповний перелік видатних аргентинців німецького походження, в якому зазначено багато німецьких прізвищ. Проте сума, що в кілька разів перевищує цю кількість, оцінюється для відомих аргентинців часткового німецького походження, які не мають німецьких прізвищ.

## Aкадемічне середовище
- Марселла Альтхаус-Рейд[en] (професор контекстуальної теології та письменниця)
- Марія Тереза А. Вальдмейєр [es] (інженер, перший інженер-електронник у Національному університеті Тукумана, Аргентина, і перша жінка-професор у галузі телекомунікаційної техніки в Політехнічному університеті Мадрида, Іспанія)
- Еугеніо Бахман  (вчений)
- Карлос Берг[en] (вчений)
- Ефраїн Бішоф  (історик)
- Гільєрмо Боденбендер (вчений)
- Osvaldo Boelcke  (вчений)
- Еміль Бозе[en] (вчений)
- Луїс Бракебуш  (вчений)
- Франциско Буллріч  (архітектор)
- Карлос Октавіо Бунге (соціолог, педагог та історик)
- Маріо Бунхе (вчений)
- Артуро Едуардо Буркарт  (вчений)
- Герман Бурмейстер (вчений)
- Адольфо Бюттнер  (інженер, архітектор)
- Кларо Корнеліо Дассен  (математик)
- Адольфо Дьорінг (вчений)
- Оскар Дьорінг  (вчений)
- Карлос Фадер (інженер, деякі аргентинські школи шанують його ім’я)
- Густаво Фестер (вчений)
- Еміліо Фрерс  (педагог)
- Герман Фрерс[en] (морський архітектор)
- Франц Стефан Грізе  (філолог)
- Пабло Гробер[en] (вчений)
- Йоганнес Франц Гартман (астроном)
- Gabriela G. Hässel (науковець)
- Едуардо Ладіслао Холмберг[en] (провів інвентаризацію аргентинської флори і фауни)
- Курт Х'юк  (вчений)
- Крістофредо Якоб  (вчений)
- Роберто Кіслінг  (вчений)
- Августо Клаппенбах  (філософ)
- Алехандро Корн[en] (лікар, філософ і реформіст)
- Отто Краузе[en] (інженер, заснував першу технічну школу в Аргентині в 1899 році)
- Йоганнес Кронфус  (архітектор, він зробив перший великий огляд усієї іспанської колоніальної архітектури в Аргентині)
- Франц Кюн[4] (вчений)
- Оскар Кюнеман [7] (вчений)
- Федеріко Курц[en] (вчений)
- Родольфо Куш  (філософ, активіст корінних американців)
- Пауль Гюнтер Лоренц[en] (вчений)
- Рольф Мантел (економіст)
- Ернесто Майєр (архітектор)
- Теодор Меєр  (вчений, він відкрив властивості Tabebuia/Lapacho)
- Фернандо Муг (архітектор)
- Густаво Нідерляйн  (вчений)
- Анастасіус Норденгольц[en] (письменник і вчений)
- Карлос Нордман (архітектор)
- Альберто Пребіш[en] (архітектор)
- Рауль Пребіш (найвідоміший економіст Латинської Америки, він сформував основу теорії економічної залежності з тезою Зінгера-Пребіша[en])
- Йозеп Генріх Теодор Раух [es] (інженер, архітектор, піонер)
- Карлос Сегерс[en] (астроном)
- Вернер Шад  (лінгвістик і педагог)
- Фрідріх Шикенданц[en] (вчений)
- Вальтер Шиллер[en]  (вчений)
- Отто Шнайдер  (вчений)
- Аугусто Густаво Шульц  (вчений)
- Ганс Шумахер  (фізик і хімік)
- Феліпе Шварц (архітектор)
- Марта Теодора Шварц  (знахарка)
- Карлос Сегерс[en] (астроном)
- Родріго Бустос Зінгер [es] (ботанік)
- Отто Томас Солбріг[en] (біолог, ботанік)
- Бальдомеро Соммер [13] (засновник Sociedad Dermatológica Argentina)
- Альфред Вільгельм Штельцнер[en] (геолог)
- Адольф Штрюмпель (вчений)
- Теодоро Хуан Вісенте Стукерт (ботанік)
- Курт Танк (вчений, він розробив FMA IAe 33 Pulqui II[en] в Аргентині)
- Макс Тепп (вчений)
- Вольфганг Фолькхаймер (вчений)
- Отто фон Арнім  (архітектор)
- Артуро фон Зельстранг (інженер)
- Рікардо Віхманн (вчений)
- Ансельмо Віндгаузен (вчений)
- Курт Велкен (вчений)

## Мистецтво та література
- Роберто Арльт[en] (автор оповідань, романіст і драматург)
- Освальдо Баєр[en] (письменник)
- Ельза Борнеманн[en] (одна з найкращих письменниць дитячої літератури Латинської Америки)
- Сільвіна Буллріч[en] (письменниця)
- Дельфіна Бунге[en] (письменниця)
- Домінго Фернандес Бештедт [es] (псевдонім Фернан Фелікс де Амадор, поет, мистецтвознавець)
- Гельмут Дітш[en] (художник-гіперреалізм)
- Фернандо Фадер (художник)
- Хорхе Фондебрайдер[en] (письменник, поет)
- Хуан Педро Франце [es] (композитор і музикознавець)
- Елізабет Ейхгорн[en] (художник)
- Майкл Гілен[en] (диригент і композитор)
- Герман Федеріко Артуро Гассель [es] (письменник)
- Ліліана Гір [es] (психоаналітик, письменниця)
- Аннемарі Генріх[en] (видатний фотограф)
- Паола Кауфманн[en] (письменниця)
- Едуардо Гудіньо Кіффер[en] (письменник)
- Марія Крістіна Кір[en] (сопрано)
- Федеріко Клемм [es] (мистецтвознавець)
- Берта Кеслер Ілг [es] (письменниця)
- Манфредо Кремер (скрипаль)
- Франциско Крепфль[en] (композитор, теоретик музики)
- Ервін Лойхтер [de] (музикознавець, диригент)
- Карлос Альберто Леуман[en] (поет)
- Бернардо Нойман [es] (художник)
- Алан Полс[en] (письменник)
- Сільвія Редерер[en] (піаністка)
- Ерік Ширло (письменник)
- Карлос Шліпер[en] (режисер)
- Луїс Маріо Шнайдер [es] (письменник, поет)
- Ренате Шоттеліус[en] (танцівниця, хореограф)
- Ксул Солар[en] (Оскар Шульц, художник)
- Себастьян Шпренг[en] (художник, музичний журналіст)
- Даніела Табернінг [es] (сопрано)
- Карлос Верхофф[en] (композитор)
- Карлос Фогт [es] (карикатурист)
- Урсула фон дер Ліппен [es] (художник)
- Отто фон Клікс (письменник)
- Марія Верніке [es] (письменниця)
- Родольфо Загерт[en] (художник, архітектор)
- Маргарита Циммерман[en] (співачка)

## Бізнес
- Гільєрмо Бауер[es] (керівник, власник першого парового млину в Аргентині)
- Карлос Мігуенс Бемберг[en] (один із найвидатніших бізнесменів Латинської Америки та нащадок багатої родини Бембергів)
- Отто Бемберг[en] (засновник найбільшої в країні марки пива Quilmes
- Еміліо Бікерт (менеджер, засновник Cerveza Bieckert і власник першої в Аргентині фабрики з виробництва льоду)
- Карлос Мігуенс Бемберг[en] (один із найвидатніших бізнесменів Латинської Америки та нащадок багатої родини Бембергів)
- Френсіс Малманн[en] (один із найкращих шеф-кухарів Латинської Америки та видатний менеджер)
- Роберто Мертіг (засновник Orbis Mertig)
- Альберто Реммерс (засновник Laboratorios Roemmers, найважливішої латиноамериканської фармацевтичної лабораторії)
- Хуан Розауер [5] (засновник Los Alamos de Rosauer SA)
- Отто Шнайдер (засновник бренду пива Schneider)
- Енріке Воллманн[en] (колишній власник першої в Аргентині компанії з експортного виробництва цукру, якою керували його нащадки)

## Дипломатія
- Карлос Келлер (посол)
- Хуан Карлос Креклер (посол)
- Луїс Марія Креклер[en] (посол)

## Розваги
- Факундо Арана (мати: фон Бернард) (актор)
- Едмундо Арросет [es] (мати: von Lhose) (гуморист)
- Крістіан Бах (актриса і продюсер мильних опер)
- Марія Луїза Бемберг[en] (сценарист, режисер і актриса)
- Лучо Бендер [es] (актор)
- Eduardo Bergara Leumann [es] (актор)
- Бетіана Блум[en] (актриса)
- Інес Браун (оператор)
- Качорро Лопес[en] (Герардо Лопес фон Лінден) (продюсер, музикант, автор пісень)
- Хуліо Чавес[en] (прізвище: Гірш) (актор)
- Серхіо Деніс[en] (співак, автор пісень)
- Панчо Дотто (мати: Мелінджер) (засновник і власник найзнаменитішого модельного агентства в Аргентині)
- Артуро Гетц[en] (актор)
- Гільєрмо Хелблінг [es] (актор)
- Хав'єр Херрляйн [es] (колишній барабанщик Catupecu Machu)
- Карлос Каспар [es] (актор)
- Наталі Кесслер[en] (Великий брат, 6 сезон)
- Регіна Лемм [es] (актриса)
- Данило Мошен [es] (барабанщик Rata Blanca)
- Дієго Олівера[en] (мати: Уолтер) (актор)
- Гастон Паулс[en] (актор, телеведучий)
- Піпо Пескадор [es] (Енріке Фішер, гуморист, актор)
- Gerónimo Rauch [es] (співак)
- Аксель Рейгенборн[en] (Старший брат, 7 сезон)
- Сільвіна Шеффлер[en] (Великий брат, 4 сезон)
- Джазмін Шмідт[en] (Старший брат, 2 сезон)
- Едуардо Шмідт [es] (колишній перший вокаліст рок-гурту Arbol)
- Себастьян Шнайдер[en] (співак)
- Хорхе Шуберт [es] (актор)
- Матіас Шранк[en] (Великий брат, 8 сезон)
- Сантьяго Штібен [es] (актор)
- Рене Стріклер[en] (актор)
- Гвідо Сюллер [es] (актор)
- Сільвія Зюллер[en] (комік)
- Еріка Валлнер[en] (актриса)
- Наталі Вебер (актриса)
- Алехандро Вібе[en] (телеведучий)
- Рікардо Йост [es] (музикант)

## Моделі
- Енні Фінк [6] (модель, актриса)
- Карла Гебхарт [7] (модель)
- Антонелла Греф [8] (модель)
- Інгрід Грудке (модель, телеведуча)
- Маріо Гуерчі (мати: Хофер) (модель)
- Івана Кіслінгер (Міс Аргентина)
- Еріка Мітданк [9] (модель)
- Джеральдін Нойман [10] (модель)
- Карен Райхардт [11] (модель, актриса)
- Джулія Роден [12] (модель)
- Ніколь Нойман[en] (модель, телеведуча)
- Евелін Шайдл (екс-модель, міс Аргентина, телеведуча)
- Мілагрос Шмолл (модель)
- Пауліна Троц[en] (модель)

## Історичні особи
- Ганс Бардж (імовірно, він був першим німцем, який прибув до Аргентини, як стрілець під час експедиції Магеллана 1520 р.)
- Вірджинія Болтен[en] (анархістка і феміністка)
- Хорхе Бунге (засновник  Pinamar[en])
- Тамара Бунке[en] (комуністична революціонерка)
- Річард Вальтер Дарре (один з ідеологів «Крові та землі»)
- Карлос Гесель[en] (засновник міста Вілья-Хесель, пляжного курорту в провінції Буенос-Айрес)
- Теодоро Ланге (засновник Беголеї, міста в провінції Кордова)
- Гільєрмо Леман (піонер)
- Дітріх Майєр (заснував Window Mountain[en] разом з німецькими поселенцями)
- Ґюнтер Плюшов[en] (льотчик, він був першим, хто дослідив і зняв на відео Вогняну Землю та Патагонію з повітря; аргентинські ВВС вшановують як героя й донині)
- Федеріко Раух[en] (він виграв багато аргентинських війн)
- Омар Альберто Рупп (єдиний аргентинський член екіпажу, який загинув у результаті бомбардування аргентинського рибальського траулера ARA Narwal британськими Sea Harriers з HMS Hermes 9 травня 1982 року під час Фолклендської війни).
- Ульріх Шмідль[en] (він був літописцем першого заснування Буенос-Айреса)
- Франциско Сібер[en] (військовий офіцер, бізнесмен і колишній мер Буенос-Айреса)
- Ернесто Торнквіст[en] (видатний менеджер, серед багатьох інших внесків він заснував банк Торнквіста та місто Торнквіст)
- Карлос фон дер Бекке (military leader)
- Теодоро Вальднер[en] (бригадний генерал ВПС Аргентини під час Фолклендської війни)
- Карлос Відерхольд[en] (першопроходець, він заснував знамените місто Сан-Карлос-де-Барілоче в 1895 році)
- Курт Густав Вілкенс[en] (відомий революціонер-анархіст)

## Журналістика
- Хорхе Буллріч [13] (спортивний журналіст)
- Алехандро Клаппенбах [14] (спортивний журналіст)
- Андрес Кліпфан (журналіст)
- Густаво Куффнер (спортивний журналіст)
- Себастьян Шпренг[en] (журналіст)

## Дворянство
- Євгенія Чікофф (German mother from Alsace) (countess)
- Fernando Fader (mother: viscountess Celia de Bonneval)

- Сесілія Кінскі фон дем Буше-Гадденхаузен (графиня)
- Леонор Мартінес де Хоз Стегманн (жінка, вона мала часткове німецьке походження та вийшла заміж за німецького барона Карла фон дем Буше-Гадденгаузена)
- Ганс Ернст фон дем Буше-Гадденгаузен (барон)
- Матильда фон дем Буше-Гадденгаузен (принцеса, вона вийшла заміж за Ульріха, 10-го принца Кінського з Вхініца і Теттау[en])
- Мерседес фон Дітріхштейн (принцеса)
- Ена фон Венкгейм (графиня)

## Політика
- Луїс Альберто Амманн[en] (політик, письменник)
- Сільвія Аугсбургер (соціалістичний політик)
- Гермес Біннер[en] (політичний лідер і екс-губернатор провінції Санта-Фе)
- Крістіан Брайтенштейн (колишній мер Баїя-Бланка)
- Адольфо Буллріч[en] (екс-мер Буенос-Айреса)
- Естебан Буллріч[en] (політик)
- Патрісія Буллріч[en] (міністр безпеки Аргентини)
- Моріс Клосс[en] (екс-губернатор провінції Місьйонес)
- Едуардо Фельнер[en] (екс-губернатор провінції Жужуй)
- Ліліана Феллнер[en] (сенатор)
- Крістіна Фернандес де Кіршнер (мати: Вільгельм) (екс-президент Аргентини)
- Густаво Хайн[en] (політик)
- Нестор Кіршнер (екс-президент Аргентини)
- Даніель Кронебергер[en] (політик)
- Люсіла Леманн[en] (політик)
- Родольфо Леманн (колишній губернатор провінції Санта-Фе)
- Едельміро Маєр[en] (екс-губернатор провінції Санта-Крус)
- Рохеліо Пфіртер[en] (посол)
- Альберто Пребіш[en] (екс-мер Буенос-Айреса)
- Карлос Ройтеманн[en] (колишній гонщик Формули-1 і політик)
- Корнелія Шмідт-Лірманн[en] (політик)
- Франциско Сібер[en] (військовий офіцер, бізнесмен і колишній мер Буенос-Айреса)
- Енріке Спангенберг (політик, він засуджував порушення прав людини під час останньої диктатури)
- Пабло Чирш (екс-віце-губернатор провінції Місьйонес)
- Ернесто Уелчі[en] (екс-губернатор провінції Мендоса)
- Хорхе Федеріко фон Штехер (військовий офіцер і посол)
- Родольфо А. Вайдман (політик)

### Римо-католицькі єпископи
- Віктор Аренхардт[en], єпископ Обери
- Педро Бокслер, почесний єпископ Гуалегуайчу[en] [15]
- Луїс Гільєрмо Ейхгорн, єпископ Морона [16]
- Рікардо Оскар Файфер, єпископ Гойї [17]
- Адольфо Герстнер, почесний єпископ Конкордії [18]
- Хорхе Ґоттау, єпископ Аньятуї, творець «Colecta Más por Menos» [19]
- Хосе Луїс Кауфманн, архієпископ Ла-Плати [20]
- Ауреліо Хосе Кюн Гергенредер, єпископ, прелат Деана Фунеса[en] [21]
- Jorge Kemerer[es], почесний єпископ Посадас
- Хорхе Маєр[en], почесний архієпископ архідієцезії Баїя-Бланка[en] [22]
- Енріке Хосе Мюн, почесний єпископ Жужуї [23]
- Хорхе Новак[en], єпископ Кільмеса, засновник «Movimiento Ecuménico por los Derechos Humanos» [24]
- Енріке Рау, єпископ Мар-дель-Плата, відомий своєю гуманітарною діяльністю [25]
- Рікардо Реш, єпископ Конкордії [26]
- Хорхе Едуардо Шейніг, [27] архієпископ Мерседес-Лухан
- Алехандро Шелл[en], єпископ Ломас-де-Замора [28]
- Луїс Штеклер, єпископ Кільмеса [29]
- Едуардо Марія Тауссіг[en], єпископ Сан-Рафаеля [30]
- Хорхе Луїс Вагнер, єпископ-помічник Баїя-Бланка
- Хосе Вейман, єпископ Сантьяго-дель-Естеро [31]
- Бернардо Енріке Вітте[en], почесний єпископ Консепсьйону[en] [32]
- Густаво Цурбрігген, [33] єпископ Деан Фунеса

### Римо-католицькі диякони
- Гільєрмо Фельдман [34] (диякон)
- Гюнтер Федеріко Фрейблер [35] (диякон)
- Хосе Ігнасіо Ебгерардт [36] (диякон)
- Герардо Еггель [37] (диякон)
- Даріо Кемерер [38] (диякон)
- Еугеніо Лангер [39] (диякон)
- Луїс Анхель Маєр [40] (диякон)
- Карлос Фелікс Стадлер [41] (диякон)
- Едгард Габріель Тіш [42] (диякон)
- Антоніо Хорхе Вернер [43] (диякон)
- Даніель Рамон Віллінер [44] (диякон)

### Римо-католицькі пресвітерії
- Джозеф Бал (пресвітерій)
- Хосе Брендель (пресвітерій)
- Алехандро Бунге (пресвітерій)
- Хорхе Бургардт (пресвітерій)
- Альфонсо Габріель Діттлер (пресвітерій)
- Алехандро Дурбан (пресвітерій, внутрішній прелат)
- Енріке Енглер (пресвітерій)
- Алехандро Фанн (пресвітерій)
- Альфонсо Вісенте Франк (пресвітерій)
- Джон Франк (пресвітерій)
- Марсело Франк (пресвітерій)
- Рене Фріц (пресвітерій)
- Артуро Фюр (пресвітерій)
- Джозеф Галлінгер (пресвітерій)
- Альфонсо Герлінг (пресвітерій)
- Іларіо Ґотфріт (пресвітерій)
- Серхіо Рамон Гьотте (пресвітерій)
- Маріо Альберто Халлер (пресвітерій)
- Еліас Генріх (пресвітерій)
- Фернандо Гайнцен (пресвітерій)
- Мігель Анхель Хейт (пресвітерій)
- Девід Гергенредер (пресвітерій)
- Максим Гергенредер (пресвітерій)
- Гектор Карлос Герляйн (пресвітерій)
- Норберто Гертель (пресвітерій)
- Густаво Горісбергер (пресвітерій)
- Едуардо Якоб (пресвітерій)
- Луїс Якоб (пресвітерій)
- Серхіо Якоб (пресвітерій)
- Агустін Кауль (пресвітерій)
- Сільверіо Клаус (пресвітерій)
- Еміліо Клер (пресвітерій)
- Хорхе Клостер (пресвітерій)
- Матіас Клостер (пресвітерій)
- Андрес Кеніг (пресвітерій)
- Арсеніо Кеніг (пресвітерій)
- Нестор Краневіттер (пресвітерій)
- Сантьяго Кунц (пресвітерій)
- Антоніо Ланге (пресвітерій)
- Педро Леонхардт (пресвітерій)
- Хав'єр Рікардо Маргхайм (пресвітерій)
- Рікардо Лоренцо Мартенсен (пресвітерій)
- Мігель Остертаг (пресвітерій)
- Дієго Аріель Рауш (пресвітерій)
- Гільєрмо Рауш (пресвітерій)
- Луїс Рейм (пресвітерій)
- Анхель Рідель (пресвітерій)
- Омар Рорманн (пресвітерій)
- Овідій Роскопф (пресвітерій)
- Цезар Хесус Шмідт (пресвітерій)
- Рубен Шмідт (пресвітерій)
- Хорхе Шеффер (пресвітерство, Прелат Почесті Його Святості)
- Маркос Шнайдер (пресвітерій)
- Серхіо Андрес Швіндт (пресвітерій)
- Рауль Антоніо Шпан (пресвітерій)
- Едуардо Тангер (пресвітерій)
- Антоніо Ульріх (пресвітерій)
- Франциско Ульріх (пресвітерій)
- Карлос Луїс Вагенфюрер (пресвітерій)
- Хорхе Вагнер (пресвітерій)
- Марк Вайнцеттель (пресвітерій)
- Леонардо Якоб (пресвітерій)
- Цезар Зінгерлінг (пресвітерій)
- Віктор П. Цорн (пресвітерій)

### Римо-католицькі священики
- Мануель Баль (священик)
- Маріано Баймлер (священик)
- Алехандро Бауман (священик)
- Нарцисо Баумграц (священик)
- Антоніо Беккер (священик)
- Альфонсо Бергер (священик)
- Антоніо Бльосель (священик)
- Хуан Хосе Бокслер (священик)
- Родріго Бруннер (священик)
- Анхель Дакарт (священик)
- Мартін Думрауф (священик)
- Рейнальдо Думрауф (священик)
- Роман Думрауф (священик)
- Хосе Енгеман (священик)
- Роландо Отто Ернст (священик)
- Алехандро Фан (священик)
- Луїс Фрайбергер (священик)
- Хуліо Фрайдей (священик)
- Сільвестр Фішер (священик)
- Артуро Фюр (священик)
- Орасіо Фюр (священик)
- Вікторіано Фюр Штессель (священик)
- Хосе Галлінгер (священик)
- Агустін Гасманн (священик)
- Хосе Гатднер (священик)
- Іларіо Готфрідт (священик)
- Рауль Родольфо Гросс (священик)
- Гільєрмо Хафнер (священик)
- Віро Ганауер (священик)
- Хосе Хауб (священик)
- Еліас Генріх (священик)
- Романо Генц (священик)
- Карлос Герман (священик)
- Мігель Анхель Гіппермайер (священик)
- Хосе Кауфман (священик)
- Хосе Ноне (священик)
- Дієго Кесслер (священик)
- Альберто Кляйн (священик)
- Луїс Клостер (священик)
- Монастир Матіас (священик)
- Карлос Кобер (священик)
- Арсеніо Кінг (священик)
- Хорхе Кеніг (священик)
- Луїс Кредер (священик)
- Мігель Крюгер (священик)
- Héctor Raúl Läderach (священик)
- Гораціо Ламбрехт (священик)
- Антоніо Ланге (священик)
- Пабло Лель (священик)
- Педро Леонхард (священик)
- Франко Альберто Лютенс (священик)
- Федеріко Майєр (священик)
- Хосе Марія Массон (священик)
- Даніель Мельхіор (священик)
- Вісенте Мельхіор (священик)
- Освальдо Мец (священик)
- Хосе Нойенхофер (священик)
- Мігель Остертаг (священик)
- Хорхе Прічер (священик)
- Луїс Родекер (священик)
- Алехандро Руппель (священик)
- Хосе Руппель (священик)
- Едуардо Шанг (священик)
- Вернер Шайдль (священик)
- Хуан Шмідт (священик)
- Луїс Шенфельдт (священик)
- Ісідоро Шуап (священик)
- Франциско Сенфтер (священик)
- Андрес Сенгер (священик)
- Дієго Зібургер (священик)
- Карлос Франциско Стадлер (священик)
- Рікардо Стегельман (священик)
- Крістіан Странц (священик)
- Хуан Страубінгер [es] (священик і професор Національного університету Ла-Плати, він переклав першу Біблію в Аргентині)
- Альбісіо Стрідер (священик)
- Франциско Фогель (священик)
- Томас Франциско фон Шульц (священик)
- Карлос Вагенфюрер (священик)
- Хорхе Вагнер (священик)
- Теодоро Уоллер (священик)
- Аріель Ернан Вейман (священик)
- Гектор Веллер (священик)
- Клементе Віденгорн (священик)
- Отто Відеманн (священик)
- Грегоріо Зіцман (священик)

### Інші
- Софія Бунге [45] (черниця, засновниця монахині)
- Освальдо Гросс (кондитер, телеведучий)
- Гільєрмо Хеммерлінг (радіоведучий)
- Якоб Ріффель [46] (євангельський пастор, дослідник поволзьких німців Аргентини)
- Фабіан Шунк [47] (колишній священик, залишив священство після того, як засудив священика-педераста Хусто Іларраса)
- Бернарда Зайц (черниця, телеведуча)
- Хосе Карлос Вендлер [48] (колишній священик, залишив священство через неприйняття позиції католицької церкви, яка відмовилася кримінально засуджувати священика-педераста Хусто Іларраса)

## Спорт

### Гірські лижі
- Кароліна Біркнер[en] (Олімпійська лижниця)
- Ігнасіо Біркнер[en] (олімпійський гірськолижник)
- Хорхе Біркнер[en] (олімпійський гірськолижник)
- Хорхе Біркнер Кетелхон[en] (олімпійський гірськолижник)
- Магдалена Біркнер[en] (олімпійська лижниця)
- Фернандо Еневольдсен[en] (гірськолижник)
- Отто Юнг[en] (олімпійський гірськолижник)
- Рікардо Кленк[en] (олімпійський гірськолижник)
- Ана Сабіна Науманн[en] (олімпійська лижниця)
- Карлос Пернер[en] (олімпійський гірськолижник)
- Дієго Швейцер[en] (олімпійський гірськолижник)
- Марія Крістіна Швейцер[en] (Олімпійська лижниця)
- Крістіан Хав'єр Сімарі Біркнер[en] (олімпійський гірськолижник)
- Макарена Сімарі Біркнер[en] (олімпійська гірськолижниця)
- Марія Белен Сімарі Біркнер[en] (олімпійська лижниця)
- Роберто Тоструп[en] (олімпійський гірськолижник)

### Легка атлетика
- Сільвія Аугсбургер (олімпійська спортсменка, політик)
- Ніколас Бауманн [49] (олімпійський спортсмен)
- Аніта Бервірт[en] (олімпійська спортсменка)
- Альберто Бехер[en] (олімпійський спортсмен)
- Едіт Берг[en] (олімпійська спортсменка)
- Альберто Бідерманн[en] (олімпійський спортсмен)
- Герардо Беннгофф[en] (олімпійський спортсмен)
- Ернесто Браун[en] (олімпійський спортсмен)
- Ада Бренер[en] (олімпійська спортсменка)
- Тімотео Бакуолтер[en] (олімпійський спортсмен)
- Дженніфер Далгрен[en] (олімпійська спортсменка)
- Отто Діч[en] (олімпійський спортсмен)
- Sofía Dreyer[no] (олімпійський спортсмен)
- Марсело Дукарт[en] (олімпійський спортсмен)
- Марія Емілія Еберхардт[en] (олімпійська спортсменка)
- Ірен Фіцнер[en] (олімпійська спортсменка)
- Анібал Фолмер[en] (олімпійський спортсмен)
- Рауль Фольмер[en] (олімпійський спортсмен)
- Ільзе Хаммерль[en] (олімпійська спортсменка)
- Клаудія Хан[en] (олімпійська спортсменка)
- Густаво Хегер[en] (олімпійський спортсмен)
- Ліліан Хайнц[en] (олімпійська спортсменка)
- Енріке Хелф[en] (олімпійський спортсмен)
- Клаудіо Хеншке[en] (олімпійський спортсмен)
- Наталія Гінш[en] (олімпійська спортсменка)
- Сантьяго Хінце[en] (олімпійський спортсмен)
- Карлос Гофмейстер[en] (олімпійський спортсмен)
- Анхель Холман[en] (олімпійський легкоатлет)
- Олена Юнгес[en] (олімпійська спортсменка)
- Хуан Канерт[en] (олімпійський спортсмен)
- Енріке Кістенмахер[en] (олімпійський спортсмен)
- Федеріко Клегер[en] (олімпійський спортсмен)
- Марсело Кнаусс[en] (олімпійський спортсмен)
- Альберто Краефт[en] (олімпійський спортсмен)
- Карлос Кройц[en] (олімпійський спортсмен)
- Сусана Круменакер[en] (олімпійська спортсменка)
- Гюнтер Крузе[en] (олімпійський спортсмен)
- Анібал Ланц[en] (олімпійський спортсмен)
- Рікардо Мартенс[en] (олімпійський спортсмен)
- Каріна Мюллер[en] (олімпійська спортсменка)
- Івонн Неддерманн[en] (олімпійська спортсменка)
- Гізела Пфайффер[en] (олімпійська спортсменка)
- Інгеборг Пфюллер[en] (олімпійська легкоатлетка)
- Роксана Пройслер[en] (олімпійська спортсменка)
- Клаудіо Рейнке[en] (олімпійський спортсмен)
- Пабло Різен[en] (олімпійський спортсмен)
- Серхіо Рох[en] (олімпійський спортсмен)
- Емерсон Рот [50] (олімпійський спортсмен)
- Роландо Сатлер[en] (олімпійський спортсмен)
- Роберто Шефер[en] [51] (олімпійський спортсмен)
- Кароліна Шлосберг[en] (олімпійська спортсменка)
- Марія Шутц[en] (олімпійська спортсменка)
- Кріста Соммерсгутер[en] (олімпійська спортсменка)
- Луїс Шпан[en] (олімпійський спортсмен)
- Лаура Спелмайєр[en] (олімпійська спортсменка)
- Карлос Спрінгер (олімпійський спортсмен)
- Lelia Spuhr[es] (олімпійський спортсмен)
- Роберто Штарингер[en] (олімпійський спортсмен)
- Тіто Штайнер[en] (десятиборець, встановив національний рекорд)
- Роберто Штайнмец[en] (олімпійський спортсмен)
- Хуан Стокер[en] (олімпійський спортсмен)
- Карлос Стрікер[en] (олімпійський спортсмен)
- Даяна Штурц[en] (олімпійська спортсменка)
- Анабелла фон Кессельштат[en] (олімпійська спортсменка)
- Мартін Восс[en] (олімпійський спортсмен)
- Хорхе Вагнер[en] [52] (олімпійський спортсмен)
- Горст Вальтер[en] (олімпійський спортсмен)
- Енріке Вірт[en] (олімпійський спортсмен)
- Альфредо Вісмер[en] (олімпійський спортсмен)
- Патриція Вебер[en] (олімпійська спортсменка)
- Гільєрмо Веллер[en] (олімпійський спортсмен)

### Баскетбол
- Лукас Арн (basketball player)
- Лісандро Бек (баскетболіст)
- Герман Бернхардт (баскетболіст)
- Герман Клаус (баскетболіст)
- Лаутаро Даргольц (баскетболіст)
- Габріель Дек[ан] (баскетболіст)
- Томас Делл (баскетболіст)
- Крістіан Дізель (баскетболіст)
- Алексіс Елсенер (баскетболіст)
- Леандро Фогель (баскетболіст)
- Ернесто Германн (баскетболіст)
- Родріго Герхардт (баскетболіст)
- Melisa Gretter[en] (баскетболістка)
- Раміро Генріх (баскетболіст)
- Оскар Хайс (баскетболіст)
- Пабло Хайт (баскетболіст)
- Wálter Herrmann[en] (баскетболіст)
- Крістіан Хіллебранд (баскетболіст)
- Даніель Хюр (баскетболіст)
- Густаво Імсандт (баскетболіст)
- Федеріко Каммерікс[en] (баскетболіст)
- Агустін Крейбер (баскетболіст)
- Іван Кренц (баскетболіст)
- Сезар Лейенбергер (баскетболіст)
- Карлос Лутрінгер (баскетболіст)
- Ніколас Майєр (баскетболіст)
- Ернесто Мішель[ен] (баскетболіст)
- Мартін Майнер (баскетболіст)
- Ернан Монтенегро[en] (мати: Кох) (баскетболіст)
- Херонімо Мюллер (баскетболіст)
- Мартін Мюллер (баскетболіст)
- Даміан Пауліг (баскетболіст)
- Лучано Полак (баскетболіст)
- Хомеро Раш[ес] (баскетболіст)
- Матіас Ругер (баскетболіст)
- Леонель Шатман (баскетболіст)
- Адольфо Шейнес (баскетболіст)
- Хуан Шмідт (баскетболіст)
- Матіас Шоффен (баскетболіст)
- Гільєрмо Шолтіс (баскетболіст)
- Крістіан Шопплер (баскетболіст)
- Клаудіо Соллберг (баскетболіст)
- Антоніо Волкен (баскетболіст)
- Матіас фон Шмелінг (баскетболіст)
- Пабло Вальтер (баскетболіст)
- Аксель Вайганд (баскетболіст)
- Еудженіо Віман (баскетболіст)
- Еміліо Зіглер (баскетболіст)

### Бокс
- Єсіка Бопп[en] (боксер)
- Хорхе Себастьян Хейланд[en] (боксер)
- Рафаель Ленг[en] (боксер)

### Велоспорт
- Карлос Акерманн [53] (велосипедист)
- Алехандро Бауер [54] (велосипедист)
- Даніель Бауер [55] (велосипедист)
- Exequiel Bauer [56] (велосипедист)
- Верена Бруннер [57] (велосипедист)
- Герман Дорманн [58] (велосипедист)
- Факундо Думерауф [59] (велосипедист)
- Барбара Фріш [60] (велосипедистка)
- Ельвіо Леонель Гассманн [61] (велосипедист)
- Сільвія Грох [62] (велосипедистка)
- Лусіо Кайзер [63] (велосипедист)
- Девід Кеніг [64] (велосипедист)
- Хуан Кіффер [65] (велосипедист)
- Матіас Кляйн [66] (велосипедист)
- Хав'єр Лінднер [67] (велосипедист)
- Маурісіо Мюллер[en] [68] (велосипедист)
- Валерія Мюллер [69] (велосипедистка)
- Хуан Пабло Раффлер [70] (велосипедист)
- Агустіна Рот[en] [71] (велосипедист)
- Езекіель Сак [72] (велосипедист)
- Клаудія Шааб [73] (велосипедистка)
- Хуан Мануель Шонбергер [74] (велосипедист)
- Мануель Шенфельд [75] (велосипедист)
- Маріо Хосе Шрайнер [76] (велосипедист)
- Пабло Зевальд [77] (велосипедист)
- Антонелла Сенгер [78] (велосипедист)
- Ернесто Сергер [79] (велосипедист)
- Серхіо Страк [80] (велосипедист)
- Герман Траутнер [81] (велосипедист)
- Хуан Чидер [82] (велосипедист)
- Карлос Ункродт [83] (велосипедист)
- Гільєрмо фон Цельхайм [84] (велосипедист)
- Карлос Відмер [85] (велосипедист)
- Ана Вульф [86] (велосипедистка)

### Гандбол
- Алехандра Бургардт [87] (гандболістка)
- Ельке Карстен (гандболістка)
- Матіас Шульц[en] (гандболіст)

### Хокей
- Ігнаціо Бергнер[en] (хокейник)
- Клаудія Буркарт (хокейка)
- Мартін Гебхарт[88] (хокейник)
- Гільєрмо Херрманн  (чемпіон світу в ролловому хоккеї)
- Хосефіна Рюбенекер[en] (гровець у полі хокеї)
- Ото Шміт (гровець у полі хокеї)
- Родольф Шміт[en] (хокейник)

### Футбол
- Дієго Даніель Акерманн (футболіст)
- Мартін Анхель Агірре Шмідт [es] (футболіст)
- Даміан Акерманн[en] (футболіст)
- Рафаель Альбрехт (футболіст)
- Гільєрмо Ассельборн (футболіст)
- Фабіан Ассманн[en] (футболіст)
- Марсело Баєр (футболіст)
- Карлос Бехтольдт[en] (футболіст)
- Франко Бехтольдт[en] (футболіст)
- Дієго Беккер[en] (футболіст)
- Пабло Беккер[en] (футболіст)
- Волтер Беренс[en] (футболіст)
- Лісандро Берац [es] (футболіст)
- Лучано Бойтлер [es] (футболіст)
- Клаудіо Білер[en] (футболіст)
- Нестор Брейтенбрух[en] (футболіст)
- Крістіан Клеменц (футболіст)
- Фернандо Клеменц (футболіст)
- Фабіан Даувальдер (футболіст)
- Емануель Денінг[en] (футболіст)
- Фаустіно Деттлер[en] (футболіст)
- Габріель Дітріх [es] (футболіст)
- Крістіан Доллберг[en] (футболіст)
- Мауро Доблер [es] (футболіст)
- Альдо Душер (футболіст)
- Крістіан Екерот (футболіст)
- Хуан Еснайдер (футболіст)
- Ернан Фенер [es] (футболіст)
- Хуан Матіас Фішер (футболіст)
- Родольфо Фішер[en] (футболіст)
- Альфредо Фогель [es] (футболіст)
- Сільвіо Фогель[en] (футболіст)
- Ельвіо Фредріх [es] (футболіст)
- Матіас Фріцлер[en] (футболіст)
- Хуліо Фурч[en] (футболіст)
- Адольфо Гайч (футболіст)
- Мауро Нестор Герк[en] (футболіст)
- Паоло Гольц[en] (футболіст)
- Уго Готфріт[en] (футболіст)
- Клаудіо Граф[en] (футболіст)
- Патрісіо Графф[en] (футболіст)
- Оскар Енріке Хаак (футболіст)
- Карлос Хаберкон (футболіст)
- Валентин Хаберкон[en] (футболіст)
- Федеріко Хаберкорн[en] (футболіст)
- Герман Хаснер (футболіст)
- Маріано Хесселл [es] (футболіст)
- Агустін Хауш[en] (футболіст)
- Дієго Герман Гек (футболіст)
- Даріо Хегер (футболіст)
- Хуан Хосе Хейланд (футболіст)
- Едуардо Педро Генріх (футболіст)
- Ернан Алехандро Хайнце (футболіст)
- Габрієль Гайнце (футболіст, тренер)
- Густаво Хайнце (футболіст)
- Едуардо Хайсеке (футболіст)
- Адольфо Гейзінгер[en] (футболіст)
- Густаво Сезар Хайт (футболіст)
- Крістіан Орасіо Гергенредер (футболіст)
- Маркос Германн (футболіст)
- Дієго Хернер[en] (футболіст)
- Мауро Герман (футболіст)
- Маріус Гіллер[en] (футболіст)
- Аналія Гірмбрухнер[en] (футболістка)
- Адольфо Гірш[en] (футболіст)
- Сантьяго Хірсіг[en] (футболіст)
- Й. Хобекер (футболіст)
- Крістіан Хофманн (футболіст)
- Хуан Гогберг (футболіст, тренер)
- Хосе Мануель Холлендер (футболіст)
- Мігель Анхель Холлман (футболіст)
- Нестор Аріель Холвегер (футболіст)
- Генрі Гектор Хоманн (футболіст)
- Сезар Горст[en] (футболіст)
- Федеріко Хорстер (футболіст)
- Рене Гаусман (футболіст)
- Даніель Хубер (футболіст)
- Клариса Хубер[en] (футболістка)
- Віктор Уго Гумгоффер (футболіст)
- Хосе Хумгоффер (футболіст)
- Орасіо Гумоллер[en] (футболіст)
- Хуан Карлос Хурт (футболіст)
- Уїллермо Імхофф[en] (футболіст)
- Вальтер Каннеманн (футболіст)
- Адріан Кіс (футболіст)
- Браян Кіз (футболіст)
- Ектор Умберто Кіс (футболіст)
- Леонардо Альберто Кіс (футболіст)
- Мартін Алехандро Кіс (футболіст)
- Алехандро Кеніг[en] (футболіст)
- Хосе Марія Кесселер (футболіст)
- Едуардо Кіндернех (футболіст)
- Аріель Кіппес[en] (футболіст)
- Крістіан Кіппес (футболіст)
- Ніколас Кісснер [es] (футболіст)
- Родольфо Класмаєр (футболіст)
- Еухеніо Кляйн[en] (футболіст)
- Рене Клокер [es] (футболіст)
- Армандо Клостер (футболіст)
- Альваро Клузенер (футболіст)
- Гонсало Клюзенер[en] (футболіст)
- Матіас Кнелл (футболіст)
- Рубен Даріо Кеглер (футболіст)
- Даніель Альберто Краблер (футболіст)
- Андрес Краневіттер (футболіст)
- Матіас Краневіттер (футболіст)
- Гастон Краневіттер (футболіст)
- Герман Кранц (футболіст)
- Роберто Крауземанн (футболіст)
- Хуан Крессер (футболіст)
- Гільєрмо Крюгер (футболіст)
- Херардо Крюгер (футболіст)
- Джереміас Крюгер (футболіст)
- Луїс Кухен [es] (футболіст)
- Сантьяго Куль[en] (футболіст)
- Лучано Куммер [es] (футболіст)
- Факундо Лауманн[en] (футболіст)
- Роберто Лауманн [es] (футболіст)
- Родріго Лехнер (футболіст)
- Крістіан Лейхнер[en] (футболіст)
- Матіас Ляйхнер[en] (футболіст)
- Едуардо Лелль[en] (футболіст)
- Герман Лессманн[en] (футболіст)
- Мілтон Лейєндекер (футболіст)
- Лукас Ліхт[en] (футболіст)
- Емануель Лешбор[en] (футболіст)
- Федеріко Луссенхофф[en] (футболіст)
- Херман Люкс (футболіст)
- Хав'єр Люкс[en] (футболіст)
- Дієго Майєр (футболіст)
- Герман Майенфіш [es] (футболіст)
- Андрес Мерінг[en] (футболіст)
- Хав'єр Майєр (футболіст)
- Карлос Агустін Мейєр (футболіст)
- Карлос Альберто Майєр (футболіст)
- Кевін Майєр (футболіст)
- Луїс Майєр (футболіст)
- Родріго Герман Майєр (футболіст)
- Елізабет Мінніг[en] (футболістка)
- Херонімо Моралес Нойман[en] (футболіст)
- Девід Мюллер (футболіст)
- Герман Мюллер (футболіст)
- Хуліо Мюллер (футболіст)
- Леонель Мюллер[en] (футболіст)

- Марсело Мюллер (футболіст)
- Мілтон Аксель Мюллер[en] (футболіст)
- Оскар Мюллер (футболіст)
- Рамон Мюллер[en] (футболіст)
- Віктор Хав'єр Мюллер [es] (футболіст)
- Діонісіо Нойман (футболіст)
- Орасіо Нойман[en] (футболіст)
- Себастьян Ніколас Нойспіллер (футболіст)
- Алан Нунгесер (футболіст)
- Тьяго Нусс[en] (футболіст)
- Марсіо Герман Остертаг (футболіст)
- Гільєрмо Пфунд[en] (футболіст)
- Себастьян Предігер[en] (футболіст)
- Мартін Прост[en] (футболіст)
- Даніель Рашле [es] (футболіст)
- Маріо Редель (футболіст)
- Оскар Регенхардт [es] (футболіст)
- Джонатан Регнер (футболіст)
- Густаво Рейнгель (футболіст)
- Тобіас Рейнхарт[en] (футболіст)
- Альфредо Реслер[en] (футболіст)
- Дієго Рігард (футболіст)
- Педро Рітнер (футболіст)
- Максиміліано Ріп (футболіст)
- Леандро Ріцш (футболіст)
- Дієго Рікерт (футболіст)
- Бенхамін Роллхайзер (футболіст)
- Матіас Роскопф[en] (футболіст)
- Габріель Рот[en] (футболіст)
- Сантьяго Рудольф [es] (футболіст)
- Густаво Руль [es] (футболіст)
- Адріана Сакс[en] (футболістка)
- Джоел Сакс[en] (футболіст)
- Луїс Зауер (футболіст)
- Флоренсія Сенгер [es] (футболіст)
- Пабло Матіас Шаб (футболіст)
- Хоакін Шабергер (футболіст)
- Бруно Шааб (футболіст)
- Франко Шааб (футболіст)
- Серхіо Шабб (футболіст)
- Еміліо Шахтель (футболіст)
- Алехандро Шаффер (футболіст)
- Хосе Антоніо Шаффер (футболіст)
- Хуан Круз Шехель (футболіст)
- Хосе Антоніо Шаффер (футболіст)
- Карлос Даніель Шамбергер (футболіст)
- Анхель Освальдо Шандлайн (футболіст)
- Сан Дарка Схатеноффер (футболіст)
- Хуан Пабло Шефер [es] (футболіст)
- Орасіо Схеффер (футболіст)
- Рубен Схеффер (футболіст)
- Ігнасіо Шелл (футболіст)
- Софія Шелл [es] (футболістка)
- Матео Шенфельд (футболіст)
- Максиміліано Шенфельд[en] (футболіст)
- Карлос Анхель Шерль (футболіст)
- Матіас Шеррер (футболіст)
- Родріго Шлегель[en] (футболіст)
- Марсело Рубен Шенкер (футболіст)
- Даріо Езекіель Шер (футболіст)
- Карлос Анхель Шерль (футболіст)
- Матіас Даміан Шеррер (футболіст)
- Пабло Шибельбейн (футболіст)
- Леандро Шіміттлайн (футболіст)
- Даміан Шіммельфеннінг (футболіст)
- Джонатан Шимпп (футболіст)
- Мартін Шлоттауер (футболіст)
- Ернан Маурісіо Шлоттауер (футболіст)
- Гонсало Даніель Шмідгальтер (футболіст)
- Браян Шмідт[en] (футболіст)
- Даміан Шмідт[en] (футболіст)
- Гастон Езекіель Шмідт (футболіст)
- Герман Шмідт (футболіст)
- Рауль Даніель Шмідт [es] (футболіст, тренер)
- Ерік Шміль (футболіст)
- Пабло Шмітт [es] (футболіст)
- Карлос Роберто Шнайдер (футболіст)
- Дієго Шнайдер (футболіст)
- Хуан Карлос Шнайдер (футболіст)
- Максі Шнайдер (футболіст)
- Леонель Шодер (футболіст)
- Крістіан Шолоттауер (футболіст)
- Нельсон Карлос Шомбергер (футболіст)
- Алан Шенфельд [es] (футболіст)
- Гонсало Шенфельд (футболіст)
- Мілтон Шонфельд (футболіст)
- Луїс Гільєрмо Шонінг (футболіст)
- Марсело Шонінг (футболіст)
- Ігнасіо Шор[en] (футболіст)
- Аугусто Шотт[en] (футболіст)
- Рубен Шро (футболіст)
- Серхіо Шульмейстер[en] (футболіст)
- Адольфо Шульц (футболіст)
- Кевін Шульц[en] (футболіст)
- Еміліо Шульц (футболіст)
- Лаутаро Шульц (футболіст)
- Джонатан Шульце [es] (футболіст)
- Мартін Шульце (футболіст)
- Орасіо Шумахер (футболіст)
- Херардо Мартін Шунк (футболіст)
- Джонатан Шунке[en] (футболіст)
- Леандро Шунке [es] (футболіст)
- Габріель Шюррер (футболіст)
- Леандро Шваб (футболіст)
- Аталіва Швейцер (футболіст)
- Раміро Швейцер (футболіст)
- Герардо Швендтнер (футболіст)
- Гільєрмо Хосе Даміан Швенцель (футболіст)
- Крістіан Швіндт (футболіст)
- Данте Сенгер[en] (футболіст)
- Хуан Сібеліст (футболіст)
- Крістіан Смігель (футболіст)
- Гастон Станг [es] (футболіст)
- Родріго Старк (футболіст)
- Клаудіо Штаймбах (футболіст)
- Хорхе Штайнер (футболіст)
- Даміан Штайнерт[en] (футболіст)
- Уго Штайнерт (футболіст)
- Альберто Сторк (футболіст)
- Хуан Рауль Сторк (футболіст)
- Хуан Енріке Страк (футболіст)
- Леон Стрембель (футболіст)
- Даніель Тілгер[en] (футболіст, тренер)
- Максиміліано Торманн (футболіст)
- Хорхе Емануель Фогель (футболіст)
- Лукас Фогель (футболіст)
- Рікардо Волк (футболіст)
- Карлос Вагнер (футболіст)
- Мартін Вагнер[en] (футболіст)
- Рікардо Вагнер (футболіст)
- Едді Вейнер (футболіст)
- Фернандо Вальтер (футболіст)
- Хосе Вальтер (футболіст)
- Рауль Вальтер (футболіст)
- Рікардо Вальтер (футболіст)
- Родріго Васінгер (футболіст)
- Волтер Васінгер (футболіст)
- Луїс Вет (футболіст)
- Луїс Вайхмюллер[en] (футболіст)

- Хорхе АрІель Вейман (футболіст)
- Мігель Веймбіндер (футболіст)

- Герман Вайнер [es] (футболіст)
- Клаудіо Вайнцеттель (футболіст)
- Хуан Хосе Вайсен [es] (футболіст)
- Бруно Вайссер (футболіст)
- Адольфо Артуро Веннер (футболіст)
- Габріель Вентланд (футболіст)
- Аксель Вернер (футболіст)
- Даніель Хосе Вернер (футболіст)
- Карлос Вейройтер (футболіст)
- Ренцо Відманн (футболіст)
- Родні Відманн (футболіст)
- Карлос Вільгенхофф (футболіст)
- Джонатан Вільгенхофф (футболіст)
- Матіас Вільхубер (футболіст)

- Фернандо Вольфарт (футболіст)
- Оскар Віннер (футболіст)
- Оскар Вундерліх (футболіст)
- Дієго Якоб (футболіст)
- Волтер Якоб (футболіст)
- Родольфо Енріке Циммерманн (футболіст)
- Родольфо Луїс Циммерманн (футболіст)
- Оскар Ціттеркопф (футболіст)
- Віктор Цвенгер (футболіст)

### Перегони
- Максиміліано Баумгартнер (автогонщик)
- Пабло Біргер[en] (автогонщик, він брав участь у двох гран-прі Чемпіонату світу за команду Gordini)
- Нестор Флаумер(автогонщик)
- Дельфіна Фрерс[en] (автогонщик)
- Отто Фріцлер (автогонщик)
- Джоел Гассманн(автогонщик)
- Роберто Герінгер (гонщик на каное)
- Ніколас Керн  (автогонщик)
- Герман Глесснер[en] (скелетоніст)
- Хорхе Кісслінг (автогонщик)
- Хуан Пабло Кох (автогонщик)
- Клаудіо Колер(автогонщик)
- Алехандро Кун (автогонщик)
- Карлос Льофель (автогонщик)
- Даміан Маркель(автогонщик)
- Карлос Ройш (автогонщик)
- Jorge Ringelmann[89] (racing driver)
- Claudio Roth[90] (racing driver)
- Ricardo Senn[en] (track and road bicycle racer)
- Germán Schroeder[91] (racing driver)
- Adolfo Schwelm Cruz[en] (racing driver)
- Marcos Siebert[en] (racing driver)
- Ricardo Wagner[92] (racing driver)
- Gabriel Werner[93] (racing driver)
- Mariano Werner[en] (racing driver)

### Веслування
- Хуліо Аллес[en] [94] (олімпійський веслувальник)
- Хуан Екер (олімпійський веслувальник)
- Хуан Хубер[en] (олімпійський веслувальник)
- Рубен Кнульст[en] (олімпійський веслувальник)
- Енріке Лінгенфельдер[en] (олімпійський веслувальник)
- Армін Майєр[en] (олімпійський веслувальник)
- Волтер Нанедер[en] (олімпійський веслувальник)
- Теодоро Нельтінг[en] (олімпійський веслувальник)
- Гільєрмо Пфааб[en] (олімпійський веслувальник)
- Федеріко Пробст[en] (олімпійський веслувальник)
- Хорхе Шнайдер[en] (олімпійський веслувальник)

### Регбі
- Ернан Кайзер [95] (регбіст)
- Алан Кессен [96] (регбіст)
- Маркос Кремер[en] (регбіст)
- Матіас Ліндер [97] (регбіст)
- Агустін Шаб [98] (регбіст)
- Герман Шульц[en] (гравець у регбі-7)
- Педро Спорледер[en] (регбіст)
- Хуан Пабло Зейсс[en] (регбіст)

### Вітрильний спорт
- Карлос Мігель Бенн[en] (олімпійський мореплавець)
- Марія Сол Бранц[en] (олімпійська спортсменка)
- Хорхе Брауер[en] (олімпійський мореплавець)
- Герман Фрерс[en] (чемпіон з яхтингу)
- Роберто Хаас[en] (олімпійський мореплавець)
- Лурдес Харткопф[en] (олімпійський мореплавець)
- Едельф Хосманн[en] (олімпійський моряк)
- Людовіко Кемптер[en] (олімпійський мореплавець)
- Клаус Ланге[en] (олімпійський мореплавець)
- Сантьяго Ланге (олімпійський мореплавець)
- Яго Ланге[en] (олімпійський мореплавець)
- Хуан Карлос Мілберг[en] (олімпійський мореплавець)
- Орасіо Сібер[en] (олімпійський мореплавець)
- Карлос Зібургер[en] (олімпійський мореплавець)
- Енріке Зібургер молодший[en] (моряк і олімпійський медаліст)
- Енріке Зібургер старший[en] (моряк і олімпійський медаліст)
- Хуліо Зібургер (моряк і олімпійський медаліст)
- Роберто Зібургер[en] (олімпійський мореплавець)
- Родольфо Волленвейдер[en] (олімпійський мореплавець)
- Вернер фон Ферстер[en] (олімпійський мореплавець)

### Стрільба
- Alexis Eberhardt[en] (shooter)
- Federico Grüben[en] (shooter)
- Sigfrido Vogel[en] (shooter)
- Alliana Volkart[en] (shooter)

### Плавання
- Урсула Фрік (олімпійська плавчиня)
- Крістіна Хардекопф[en] (олімпійська плавчиня)
- Сільвія Гофмейстер (олімпійська плавчиня)
- Federico Neumayer[en] (olympic swimmer)
- Ana María Schultz[en] (olympic swimmer)
- Patricia Spohn[en] (olympic swimmer)
- Federico Zwanck[en] (olympic swimmer)

### Теніс
- Федеріка Хаумюллер (тенісистка)
- Лучія Хубер [99] (тенісистка)
- Еріка Краут (тенісистка)
- Ванеса Краут (тенісистка)
- Леонардо Майєр (тенісист)
- Андрес Шнайтер (тенісист)
- Едуардо Шванк (тенісист)

### Волейбол
- Родріго Ашемахер [100] (волейболіст)
- Кароліна Гартманн [101] (волейболістка)
- Крістіан Імхофф [102] (волейболіст)
- Факундо Імхофф[en] (волейболіст)
- Джорджина Клуг[en] (волейболістка)
- Роберто Крюгер [103] (волейболіст)
- Ілеана Леєндекер [104] (волейболістка)
- Вікторія Маєр[en] (волейболістка)
- Наталія Мілденбергер (волейболістка)
- Лаутаро Мор [105] (волейболіст)
- Івана Мюллер [106] (волейболістка)
- Єсіка Рудольф [107] (волейболістка)
- Густаво Шолтіс [108] (волейболіст)
- Валерія Шоротер [109] (волейболістка)
- Мікаела Фогель [110] (волейболістка)
- Карлос Вагенпфайл[en] (олімпійський волейболіст)
- Карлос Вебер[en] (олімпійський волейболіст)

### Віндсерфінг
- Хасмін Лопес Беккер[en] (віндсерфер)
- Маріано Ройтеманн[en] (віндсерфер)
- Каталіна Вальтер[en] (віндсерфер)

### Інші види спорту
- Альберт Беккер (шахіст)
- Алехандро Бендер[en] (дзюдоїст)
- Едуардо Бреннер (скелелаз)
- Дебора Хаіт (тхеквондо)
- Крістіан Шмідт[en] (дзюдоїст)
- Роберто Фішер[en] (ватерполіст)
- Соня Граф (шахістка)
- Гонсало Хан (гравець в поло)
- Ернесто Гарткопф[en] (кінний спорт)
- Рікардо Холлер[en] (лижник)
- Оскар Карпенкопф[en] (дзюдоїст)
- Вісенте Краузе[en] (фехтувальник)
- Matías Kruger[es] (футзаліст)
- Юрій Майєр (олімпійський борець)
- Поль Мішель[en] (шахіст)
- Марія Флоренсія Олхайзер [111] (софтболіст)
- Генріх Рейнхардт[en] (шаховий майстер)
- Енріке Реттберг[en] (фехтувальник)
- Агустіна Рот[en] (ВМХ)
- Алекс Шенауер[en] (боєць)
- Карлос Сейгешіфер[en] (важка атлетика)
- Матіас Стіннес[en] (санний гравець)
- Норберто фон Бауманн[en] (лижник)
- Алан Вагнер[en] (гравець у гольф)
- Антоніо Вальцер[en] (борець)
- Паула Вегшайдер (тхеквондо)
- Фернандо Вільгельм[en] (футзаліст)

## Інші
- Сільвіо Гезелл (торговець, економіст-теоретик, громадський активіст, анархіст і засновник Freiwirtschaft[en] )
- Натті Холлманн[en] (філантроп, також відома як Наті Петрозіно, обрана «Міжнародною жінкою року» - 2006 - автономним регіоном Валле д'Аоста в Північній Італії, номінована на Нобелівську премію миру в 2009)
- Альфредо Рупрехт (суддя)
- Фернандо фон Райхенбах[en] (інженер і винахідник)
- Ана Роза Шліпер де Мартінес Герреро[en] (філантроп, активіст)
- Клаус Зішанк (його тіло було першим, знайденим в Ріо-де-Ла-Плата, як доказ злочинів під час останньої диктатури)